# Cicognolo
Cicognolo est une commune italienne de moins de 1 000 habitants située dans la province de Crémone, dans la région Lombardie, dans le Nord de l'Italie.

## Administration
| Période                                  | Période  | Identité       | Étiquette    | Qualité |
| ---------------------------------------- | -------- | -------------- | ------------ | ------- |
| 14 juin 2004                             | En cours | Otello Fontana | Lista Civica |         |
| Les données manquantes sont à compléter. |          |                |              |         |

### Hameaux
Cascina Casamarza, Cascina Cascinetto, Cascina Dosso Pallavicino, Cascina San Domnino, Cascina Riberio

### Communes limitrophes
Cappella de' Picenardi, Pescarolo ed Uniti, Pieve San Giacomo, Vescovato (Italie)

### Évolution démographique
Habitants recensés